# Доминос Пица
Доминос Пица (на английски: Domino's Pizza) е американска мултинационална верига от ресторанти за пица създадена през 1960 година, която се специализира основно в доставките на пица.
Първият ресторант е открит през 1960 година когато Том Монаган и брат му Джеймс купуват малка верига местни пицарии от Доминик ДиВарти в Ипсиланти, Мичиган. Сделката е обезпечена с 500 долара авансово плащане, а братята вземат на заем 900 долара за да платят магазина. Първоначално братята решават да си разделят работата по равно, но Джеймс отказва да напусне работата си като пощальон и продава дела си на Том. Първоначалната цел на Том е да отвори няколко ресторанта и да добавя по една точка към логото на пицарията за всеки нов отворен ресторант. Тази идея обаче бързо е изоставена след като веригата се разраства изключително бързо. След като се пенсионира през 1998 година Монаган продава компанията си на Bain Capital.
Domino's е една от най-разпространените вериги за бързо хранене в световен мащаб имайки 14 000 филиала в повече от 80 страни.

## Доминос Пица в България
Веригата навлиза на българския пазар през 2010 година. Към 2022 година извършва доставки в София, Пловдив, Варна, Стара Загора и Бургас.